# Auchy-lez-Orchies
 Auchy-lez-Orchies  es una población y comuna francesa, en la región de Norte-Paso de Calais, departamento de Norte, en el distrito de Douai y cantón de Orchies.

## Demografía
| 931 | 889 | 887 | 1038 | 1142 | 1156 |
| Para los censos de 1962 a 1999 la población legal corresponde a la población sin duplicidades (Fuente: INSEE [Consultar]) |     |     |      |      |      |